# Tony Martin (Brits zanger)
Anthony Philip Harford (Birmingham, 19 april 1957), beter bekend onder zijn artiestennaam Tony Martin, is een Britse rock- en metalzanger die bekend is geworden door zijn werk met Black Sabbath.
In de zomer van 2013 was Martin bezig met een project waar de hardrock- en metalzangers Biff Byford (Saxon), Joe Lynn Turner en Marc Storace (Krokus) ook aan meededen. Het project heet Schubert in Rock van de Oostenrijker Klaus Schubert. Een album van dit project werd in het najaar van 2013 uitgegeven.

## Discografie
Met Black Sabbath:
- 1987: The Eternal Idol
- 1989: Headless Cross
- 1990: Tyr
- 1994: Cross Purposes
- 1995: Cross Purposes Live
- 1995: Forbidden
- 1996: The Sabbath Stones

Solo:
- 1992: Back Where I Belong
- 2005: Scream
- 2009: Who Put The Devil In Santa [online single]
- 2022: Thorns

Diverse projecten:
- 1988: Forcefield II: The Talisman – Forcefield
- 1993: Evolution – Misha Calvin
- 1998: The Giuntini Project II – Aldo Giuntini
- 1999: The Cage – Dario Mollo/Tony Martin
- 2002: The Cage II – Dario Mollo/Tony Martin
- 2002: Our Cross, Our Sins – Rondinelli
- 2003: Trading Souls – Empire
- 2003: Classic Snake Live Vol. 1 – M3
- 2006: The Giuntini Project III – Aldo Giuntini
- 2006: The Raven Ride – Empire
- 2006: PsychoFantasy – (Tom Galley's) Phenomena (2 track kenmerken Chemical High & God Forgives)
- 2007: 20 Year Anniversary Party [DVD] – Candlemass & Tony Martin (1 track kenmerken; demo: Witches)
- 2008: Spirit Of Night – Mario Parga & Tony Martin (1 track kenmerken; single)
- 2009: High & Mighty – Voices Of Rock (1 track kenmerken Into The Light)
- 2010: Blind Faith – (Tom Galley's) Phenomena (1 track kenmerken Liar)
- 2010: Victims Of The Modern Age – Star One (1 track kenmerken; slechts een bonus cd Closer To The Stars)
- 2011: Wolfpakk – Wolfpakk (1 Track Feature Ride The Bullet
- 2011: Sleeping With Demons – Black Widow (1 track kenmerken Hail Satan)
- 2012: The Third Cage – Dario Mollo/Tony Martin
- 2012: Reborn – Layla Milou & Tony Martin (1 track kenmerken Bloody Valentine)
- 2012: Silver Horses – Silver Horses
- 2013: The Giuntini Project IV – Aldo Giuntini
- 2016: Lightning Strikes – Lightning Strikes

- Bibliothèque nationale de France: cb16703547z (data)
- Gemeinsame Normdatei: 134770250
- International Standard Name Identifier: 0000 0000 5551 5299
- Library of Congress Control Number: no2006088797
- MusicBrainz: 491470ea-797d-4d33-b14c-1a6a72827274
- Virtual International Authority File: 31755472
- WorldCat: E39PBJymGt3VFCtc8kQFJGVpyd